# Quercus kingiana
Quercus kingiana — вид рослин з родини букових (Fagaceae), поширений у південно-східній Азії.

## Опис
Це вічнозелене дерево 9–12 метрів заввишки. Гілочки спочатку густо волохаті, стають голими. Листки шкірясті, довгасті або овально-довгасті, асиметричні, 10–17 × 3–7 см; основа округла; верхівка загострена; край цілий біля основи, грубо зубчастий від середини до верхівки; верх голий; низ злегка запушений зірчастими волосками; ніжка густо жовтувато-коричнево запушена, 10–15 мм. Чоловічі суцвіття завдовжки 15 мм. Жолуді еліптичні, завдовжки 20 мм, у діаметрі 16 мм; чашечка товста, охоплює майже весь горіх, в діаметрі 17–20 мм; дозрівають другого року.

## Середовище проживання
Поширення: Китай (Юньнань), Лаос, М'янма, північний Таїланд. Зростає в сухих широколистяних дубових лісах та змішаних широколистяних лісах на вапнякових ґрунтах; на висотах від 750 до 1600 метрів.

## Використання й загрози
Використовується як паливо, але не широко. Загрози включають перетворення середовища проживання задля сільського господарства (рис, кукурудза, трохи каучуку), лісозаготівлі та збір дров. Також спостерігається урбанізація у Китаї та М'янмі.